# Long Range Certificate
Das Long Range Certificate (Abkürzung: LRC) ist ein international gültiges Funkbetriebszeugnis. Es berechtigt den Inhaber zur Teilnahme am Mobilen Seefunkdienst und am Mobilen Seefunkdienst über Satelliten auf Sportbooten. Es schließt die Bedienung von Sprech-Seefunkstellen, Schiffs-Erdfunkstellen und Sicherheitsfunksystemen (GMDSS) ein.
Das Zeugnis stimmt mit dem Artikel 47 der Vollzugsordnung für den Funkdienst überein.

## Long Range Certificate in Deutschland

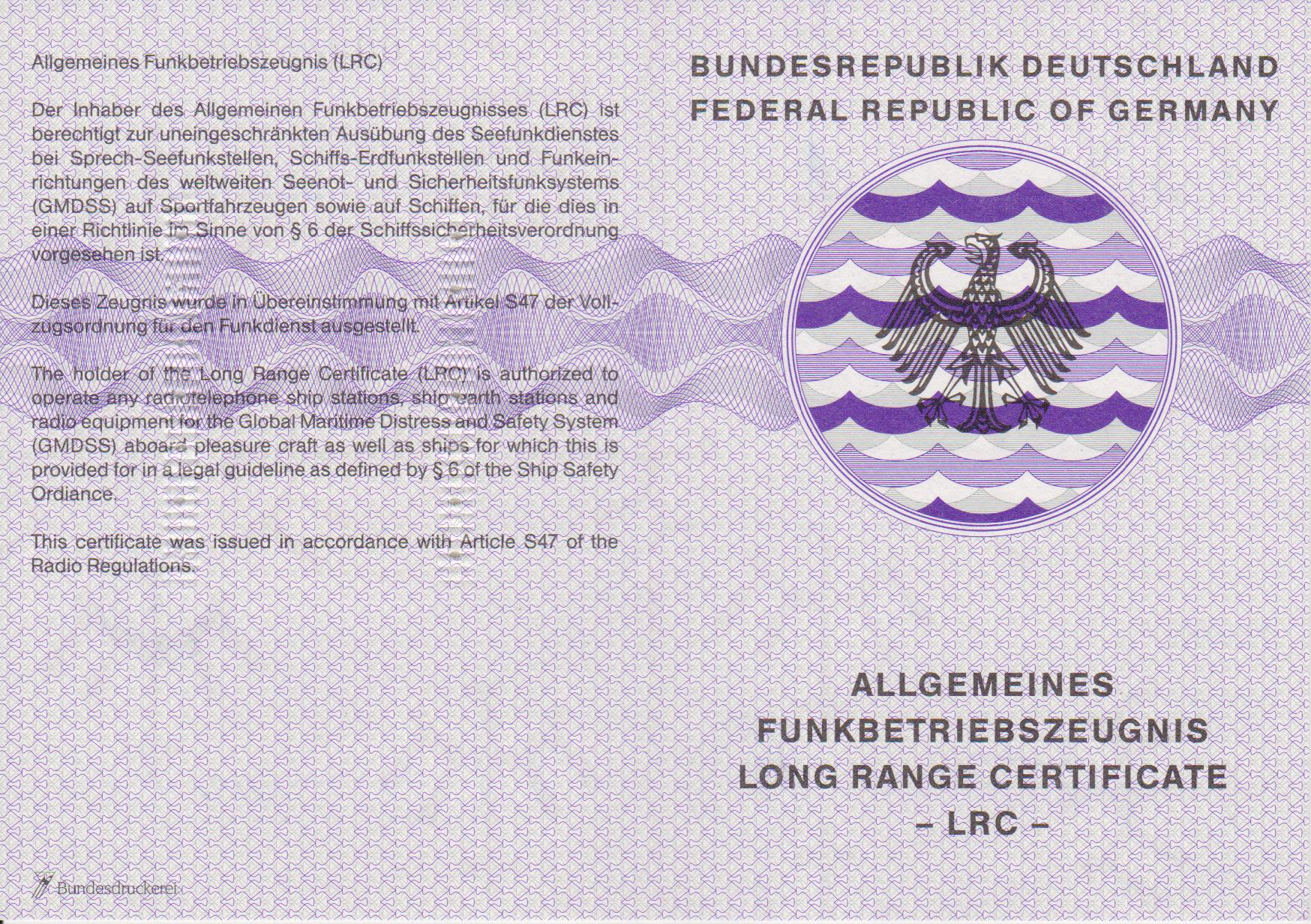
Das deutsche Allgemeine Funkbetriebszeugnis

Das Long Range Certificate, das in Deutschland ausgegeben wird, heißt Allgemeines Funkbetriebszeugnis.

## Long Range Certificate in den Niederlanden und Belgien
Das Long Range Certificate, das in den Niederlanden und Belgien ausgegeben wird, heißt Marcom A.

## Long Range Certificate in Österreich
In Österreich heißt das Long Range Certificate Allgemeines Betriebszeugnis II.

## Long Range Certificate in der Schweiz
In der Schweiz wird das Long Range Certificate Allgemein gültiges Betriebszeugnis für die Sportschiffahrt genannt.